# Alexij II.
Alexij II. (rusky Алексий II, rodným jménem Alexej Michajlovič Rüdiger – Алексей Михайлович Ридигер; 23. února 1929 Tallinn – 5. prosince 2008 Moskva) byl ruský pravoslavný duchovní, od roku 1990 16. patriarcha moskevský a celé Rusi, hlava Ruské pravoslavné církve.

## Život
Narodil se v roce 1929 v Talinnu.
Patriarcha zemřel v Moskvě 5. prosince 2008. O následujícím víkendu postupně přišlo do katedrály Krista Spasitele přes 50 000 věřících, aby se rozloučili s patriarchou. Jeho nástupcem se 1. února 2009 stal patriarcha Kirill.